# 天主教巴塞罗那总教区
天主教巴塞羅那總教區是天主教會在加泰罗尼亚設置的總教區之一，主教座堂設在巴塞羅那的聖埃烏拉利亞主教座堂。其有歷史記載的成立時間可追溯至4世紀，1964年升格為聖座直轄的總教區，2004年成為教省總教區。

## 現況

巴塞羅那總教區管轄範圍圖

附屬教區有聖費利烏-德略夫雷加特教區及塔拉薩教區。2011年，在當地2,661,538人口中，有教友2,119,915人，佔轄區總人口79.6%、214個堂區、862名司鐸、40名執事、695名修士、2.584名修女。現任總主教為胡安·若澤·奧梅拉樞機，榮休總主教為劉易斯·馬丁內斯-席斯塔賀樞機。

## 外部鏈結
- 巴塞隆納總教區官方網站 （页面存档备份，存于） （文）（西班牙文）